# Nuevo Llano Grande, La Trinitaria
Nuevo Llano Grande är en ort i Mexiko.   Den ligger i kommunen La Trinitaria och delstaten Chiapas, i den sydöstra delen av landet, 900 km sydost om huvudstaden Mexico City. Nuevo Llano Grande ligger 618 meter över havet och antalet invånare är 833.
Terrängen runt Nuevo Llano Grande är platt söderut, men norrut är den kuperad. Runt Nuevo Llano Grande är det ganska tätbefolkat, med 67 invånare per kvadratkilometer. Närmaste större samhälle är Rodulfo Figueroa, 11,0 km norr om Nuevo Llano Grande. Omgivningarna runt Nuevo Llano Grande är en mosaik av jordbruksmark och naturlig växtlighet.